# Позбавлення права обіймати певні посади або займатися певною діяльністю
Позбавлення права обіймати певні посади або займатися певною діяльністю — вид кримінального покарання та адміністративного стягнення, відповідно до якого особі забороняється обіймати певні посади (наприклад, працювати лікарем) чи займатися певною діяльністю (наприклад, керувати транспортним засобом).

## Мета
Метою призначення цього покарання є недопущення особи до певних посад чи до певної діяльності, щоб ця особа не могла використовувати свою посаду для подальшої злочинної діяльності та вчинення нових злочинів.

## Призначення
Покарання у виді позбавлення права обіймати певні посади або займатися певною діяльністю є як основним, так і додатковим покаранням. За один і той самий злочин або проступок його не може бути призначено і основним, і додатковим одночасно.
Застосування цього покарання як основного можливе на строк від двох до п'яти років за умови, що воно передбачене в санкції статті (частини статті) Особливої частини КК України чи якщо суд визнає за необхідне перейти до більш м'якого покарання на підставі статті 69 КК України.
Застосування цього покарання як додаткового можливе на строк від одного до трьох років (крім окремих випадків) за умови, що воно передбачене в санкції статті (частини статті) Особливої частини КК України; якщо воно не передбачене, але суд визнає за неможливе збереження за особою права продовжувати обіймати певні посади або займатися певною діяльністю; може бути призначене при звільненні особи від відбування покарання з випробуванням; у разі переходу до більш м'якого покарання суд може і не призначати цей вид покарання.
В окремих випадках передбачені підвищені строки: за кримінальні правопорушення проти виборчих прав і свобод (статті 157—160 КК — як додаткове) — п'ять років; позбавлення права керувати транспотними засобами (як додаткове) — десять років; за колабораційну діяльність і «пособництво державі-агресору» (статті 1111, 1112 КК — як основне і додаткове) — від десяти до п'ятнадцяти років.
Під обійманням певної посади слід розуміти обіймати будь-які посади: платні чи безоплатні, виборні чи призначувані, тимчасові чи постійні тощо; під діяльністю можна розуміти будь-яку діяльність: професійну, підприємницьку чи іншу. Якщо в санкції статті прямо не вказано вид діяльності чи перелік посад, суд має вказати це у вироку.

## Строки обчислення
При призначенні даного виду покарання як додаткового покарання до арешту, обмеження волі, тримання в дисциплінарному батальйоні військовослужбовців чи позбавлення волі воно поширюється на весь час відбування основного покарання і на строк, встановлений вироком суду з моменту відбуття основного покарання. В разі призначенні даного виду покарання як додаткового до інших видів основного покарання строк обчислюється, а також у разі звільнення від основного покарання з випробуванням — з моменту набрання вироком законної сили.

## Порядок відбування
Виконання покарання у виді позбавлення права обіймати певні посади або займатися певною діяльністю — при призначенні як основного, так і додаткового покарання, — покладається на уповноважений орган з питань пробації. Виконання покарання у виді позбавлення права обіймати певні посади або займатися певною діяльністю, яке призначене як додаткове до арешту, обмеження чи позбавлення волі/тримання у дисциплінарному батальйоні, покладається на адміністрацію відповідної установи. Вона також не може використовувати засудженого на роботах, виконання яких йому заборонено відповідно до вироку; після відбуття засудженим основного покарання або в разі умовно-дострокового звільнення чи заміни покарання більш м'яким надсилає копію вироку до кримінально-виконавчої інспекції за місцем проживання чи служби засудженого.

## Обов'язки учасників процесу
Уповноважений орган з питань пробації веде облік засуджених до позбавлення права обіймати певні посади або займатися певною діяльністю, роз'яснює засудженим особам порядок та умови відбування покарання, контролює дотримання вимог вироку суду засудженим, власником підприємства, установи, організації за місцем роботи засудженого, вживає заходів до припинення порушень вимог вироку, розшукує засуджених у разі їх неявки. У разі невиконання власником місця роботи засудженого до позбавлення права обіймати певні посади або займатися певною діяльністю уповноважений орган з питань пробації повідомляє про наслідки невиконання рішення, а у разі подальшого невиконання надсилає матеріали до органу Національної поліції.
Власник підприємства, установи, організації (тут і надалі: або уповноважений ним орган) за місцем роботи засудженого зобов'язаний: не пізніше трьох днів після одержання копії судового рішення звільнити засудженого з посади або від певного виду професійної діяльності, внести відповідні відомості до реєстру застрахованих осіб Державного реєстру загальнообов'язкового державного соціального страхування, а також повідомити орган з питань пробації про виконання судового рішення, за запитом надавати йому необхідні документи.
Органи, які мають право анулювати дозвіл на заняття певними видами діяльності, повинні не пізніше трьох днів після одержання копії судового рішення анулювати дозвіл на заняття забороненим видом діяльності, вилучити відповідний документ, який надає даній особі це право, і повідомити орган з питань пробації.
Засуджений до покарання у виді позбавлення права обіймати певні посади або займатися певною діяльністю зобов'язаний виконувати судове рішення, надавати документи, з'являтися за викликом до уповноваженого органу з питань пробації, повідомляти орган пробації про зміну місця роботи і проживання. Поважними причинами неявки визнаються: несвоєчасне одержання вироку, хвороба, інші обставини, які фактично позбавляють можливості вчасно прибути за викликом і документально підтверджені. Засудженому забороняється виїжджати за кордон без дозволу уповноваженого органу з питань пробації.
У разі ухилення від відбування покарання засудженим (невиконання ним обов'язків) уповноважений орган з питань пробації надсилає матеріали до органів Національної поліції для відповідного реагування.

## Адміністративне стягнення
Позбавлення права обіймати певні посади або займатися певною діяльністю може бути призначене як адміністративне стягнення відповідно до Кодексу України про адміністративні правопорушення. Застосовується судом тільки як додаткове стягнення строком на один рік, якщо його передбачено в санкції статті (частини статті) Особливої частини КУпАП, або на строк від шести місяців до одного року, якщо не передбачено.
Цей вид адміністративного стягнення передбачено у статтях, які встановлюють відповідальність за адміністративні правопорушення, пов'язані з корупцією, та порушення законодавства про викиди парникових газів. В інших випадках фактично не застосовується. Порядок виконання цього виду стягнення адміністративно-процесуальним законодавством не врегульовано.